# Microrasbora microphthalma
Microrasbora microphthalma es una especie de peces de la familia de los
Cyprinidae en el orden de los Cypriniformes.

## Morfología
- Los machos pueden llegar alcanzar los 2,6 cm de longitud total.
- Número de  vértebras: 30.[1]

## Alimentación
Come zooplancton y fitoplancton.

## Hábitat
Es un pez de agua dulce y de clima tropical.

## Distribución geográfica
Se encuentran en Asia: río Nanwan en Yunnan (la China ).